# Khorassania
Khorassania is een geslacht van vlinders van de familie snuitmotten (Pyralidae), uit de onderfamilie Phycitinae.

## Soorten
- K. compositella Treitschke, 1835
- K. gracilis (Rothschild, 1921)
- K. hartigi Amsel, 1951
- K. imitatella Ragonot, 1893
- K. incongruella (Warren, 1914)
- K. inconspicua (Rothschild, 1921)
- K. marocana Lucas, 1954